# Torbjörn Lindström
Torbjörn Lindström ist ein ehemaliger schwedischer Fußballspieler. Der Offensivspieler gewann im Sommer 1972 mit Landskrona BoIS den schwedischen Landespokal.

## Werdegang
Lindström spielte ab 1971 für Landskrona BoIS in der Allsvenskan. Dabei konnte er sich nicht als Stammspieler in der Mannschaft festsetzen, entsprechend kam er nur unregelmäßig zum Einsatz. Dennoch verschaffte er sich einen Namen in den Geschichtsbüchern des Klubs beim Pokalerfolg 1972. Nach einem 0:0-Unentschieden gegen IFK Norrköping im ersten Aufeinandertreffen musste ein Wiederholungsspiel angesetzt werden. Nachdem der Gegner bereits mit einer 2:0-Halbzeitführung in Front gegangen war, erzielte Claes Cronqvist den Anschlusstreffer. Der eingewechselte Lindström traf zunächst zum 2:2-Ausgleich, in der Verlängerung führte er den Klub mit seinem Siegtreffer zum 3:2-Sieg und damit zum ersten landesweiten Titelgewinn der Vereinsgeschichte.
Nachdem die Mannschaft lange Zeit nur im mittleren Tabellenbereich reüssiert hatte, qualifizierte sich Lindström als Tabellenvierter der Spielzeit 1976 für den UEFA-Pokal 1977/78. Lindström, der bereits im Europapokal der Pokalsieger 1972/73 in beiden Partien des schwedischen Klubs gegen den späteren Viertelfinalisten Rapid Bukarest zum Einsatz gekommen war, kam bei der 0:1-Hinspielniederlage gegen Ipswich Town als Einwechselspieler für Jan-Erik Sjöberg zu seinem letzten von drei Europapokaleinsätzen. Nach Saisonende verließ er im Winter 1977 den Klub und spielte fortan im unterklassigen Ligabereich unter anderem beim Bjärreds IF.